# Selna
Selna – wieś w Chorwacji, w żupanii brodzko-posawskiej, w gminie Garčin. W 2011 roku liczyła 308 mieszkańców.